# Иланц
Иланц (нем. Ilanz) — бывшая коммуна в Швейцарии, окружной центр, находилась в кантоне Граубюнден. Входила в состав округа Сурсельва. 1 января 2014 года коммуны Иланц, Кастриш, Ладир, Лувен, Питаш, Риайн, Рушайн, Шнаус, Севгайн, Дувин, Пиньиу, Руэун и Сиат объединены в новую коммуну Иланц-Глион.
Входит в состав региона Сурсельва (до 2015 года входила в округ Сурсельва).
Официальный код — 3574.

## История
Впервые упоминается в письменных источниках в 765 году как Iliande.

## География
Площадь коммуны составляла 4,67 км². 24,9 % территории составляли сельскохозяйственные угодья; 50,6 % — леса; 18,7 % — застройка и дороги; оставшиеся 5,7 % — не используются (реки, горы, ледники). Расположена на реке Передний Рейн.

## Население
По данным на 2011 год население коммуны составляет 2327 человек. По данным на 2008 год 15,4 % населения были гражданами других государств. По данным на 2000 год 59,3 % населения назвали родным языком немецкий; 29,9 % — романшский и 3,3 % — сербохорватский.
Гендерный состав населения (на 2000 год): 45,2 % — мужчины и 54,8 % — женщины. Возрастной состав: 9,9 % — младше 9 лет; 14,0 % — от 10 до 19 лет; 12,3 % — от 20 до 29 лет; 15,2 % — от 30 до 39 лет; 13,9 % — от 40 до 49 лет; 11,5 % — от 50 до 59 лет; 8,4 % — от 60 до 69 лет; 8,0 % — от 70 до 79 лет; 5,5 % — от 80 до 89 лет и 1,2 % — старше 90 лет.
Динамика численности населения по годам:
| 1835 | 1850 | 1900 | 1950 | 2000 |
| ---- | ---- | ---- | ---- | ---- |
| 574  | 663  | 981  | 1640 | 2488 |

## Известные уроженцы
- Корина Казанова — федеральный канцлер Швейцарии

## Галерея
- Католическая церковь
- Железнодорожная станция Иланц